# Ip-port
 For alternative betydninger, se Port.
Nogle datanetprotokoller f.eks. IP/TCP og IP/UDP har et begreb der kaldes en port. Alt dataterminaludstyr, som skal kunne kommunikere via IP indenfor et givet netværk har en unik IP-adresse. En klient-IP-adresse med port eller en server-IP-adresse med port eller en peer-IP-adresse med port, kaldes for en socket, og den identificerer partikulært en TCP eller UDP dataforbindelse. For at kommunikere med servere eller andre computere skal man derfor bruge deres IP-adresse og portnummer.
De fleste internetadresser er symbolske og bliver slået op i en tabel i en DNS-server og oversat til en IP-adresse.
Et godt eksempel er, når man taster DNS-adressen da.wikipedia.org ind i browserens adressefelt. Så vil browseren som standard slå DNS-adressen op og få en IP-adresse tilbage. Browseren vil nu forsøge at lave en TCP-forbindelse med IP-adressen og port nr 80 på da.wikipedia.org WWW-server. Svarer serveren, fås en WWW-side i filformatet HTML eller XML. Navnet for internetadresser er URL og den fuldstændige adresse er: http://da.wikipedia.org:80/.
Her er en lille liste over hvad de forskellige TCP/UDP-porte som regel anvendes til:
| TCP/UDP OSI lag 4 Port nr. | TCP/UDP OSI lag 4- protokol | OSI lag 5-7- protokol | Hoved anvendelse     | Beskrivelse                                                               |
| -------------------------- | --------------------------- | --------------------- | -------------------- | ------------------------------------------------------------------------- |
| 7                          | TCP/UDP                     | Echo                  | Test                 |                                                                           |
| 9                          | TCP/UDP                     | Discard               | Test                 |                                                                           |
| 20                         | TCP                         | FTP data              | Filoverførsel        | Ukrypteret (usikker) filoverførsel; firewall uvenlig, kræver ftp-proxy    |
| 21                         | TCP                         | FTP control           | Filoverførsel        | Ukrypteret (usikker) filoverførsel; firewall uvenlig, kræver ftp-proxy    |
| 22                         | TCP                         | SSH                   |                      | bruges til sikker login                                                   |
| 22                         | TCP                         | SFTP                  | Filoverførsel        | Secure-FTP Firewall venlig krypteret (sikker) filoverførsel               |
| 22                         | TCP                         | SCP                   | Filoverførsel        | Firewall venlig krypteret (sikker) filoverførsel                          |
| 23                         | TCP                         | Telnet                |                      |                                                                           |
| 25                         | TCP                         | SMTP                  | E-mail               | Sende e-mail                                                              |
| 37                         | TCP/UDP                     |                       | Tidsprotokol         | (se også port 123)                                                        |
| 41                         | TCP/UDP                     |                       |                      | Grafik (ikke så brugt)                                                    |
| 43                         | TCP                         | WHOIS                 |                      |                                                                           |
| 53                         | TCP/UDP                     | DNS                   |                      |                                                                           |
| 70                         | TCP                         | Gopher                | Gopher-programmer    | Tidligere meget brugt, nu ikke så brugt                                   |
| 80                         | TCP                         | HTTP                  | Webbrowser           | Hyppigt anvendt (usikker) web-protokol                                    |
| 101                        | TCP                         |                       |                      | NIC host navn                                                             |
| 107                        | TCP                         |                       |                      | Remote Telnet Service                                                     |
| 109                        | TCP                         | POP2                  | E-mail               | ikke så brugt                                                             |
| 110                        | TCP                         | POP3                  | E-mail               | hente e-mail (mest) ukrypteret (usikkert)                                 |
| 115                        | TCP                         | SFTP (Simple-FTP)     |                      | ikke så brugt, Se evt. også port 22                                       |
| 119                        | TCP                         | NNTP                  | Nyhedsgruppe-browser | Usikker nntp overførsel. Brugt.                                           |
| 123                        | UDP                         | NTP                   | Tidsprotokol         | Anvendt                                                                   |
| 143                        | TCP                         | IMAP4                 | E-mail               | hente e-mail (mest) ukrypteret (usikkert)                                 |
| 156                        | TCP/UDP                     |                       |                      | Structured_Qurey_Language service                                         |
| 194                        | TCP                         | IRC                   |                      |                                                                           |
| 220                        | TCP/UDP                     | IMAP3                 | E-mail               | Ikke særlig anvendt                                                       |
| 389                        | TCP/UDP                     | LDAP                  |                      | Lightweight Directory Acess Protocol - anvendt                            |
| 401                        | TCP/UDP                     |                       |                      | UPS (teknik)                                                              |
| 443                        | TCP                         | HTTPS                 | Webbrowser           | Hyppigt anvendt krypteret (sikker) web-protokol                           |
| 464                        | TCP/UDP                     | Kerberos (protokol)   |                      | Skift/sæt kodeord, anvendt                                                |
| 513                        | TCP                         |                       |                      | Login                                                                     |
| 513                        | UDP                         |                       |                      | Who                                                                       |
| 514                        | TCP                         |                       |                      | Shell                                                                     |
| 514                        | UDP                         |                       |                      | Syslog                                                                    |
| 540                        | TCP                         | UUCP                  |                      | Unix to Unix copy                                                         |
| 548                        | TCP                         | AFP                   | Apple filoverførsel  | Apple Filing Protocol                                                     |
| 563                        | TCP/UDP                     | NNTPS                 | Nyhedsgruppe-browser | NNTP over TLS/SSL Krypteret (sikker) nntp overførsel.                     |
| 691                        | TCP                         |                       |                      | MS Exchange Routing                                                       |
| 873                        | TCP                         | rsync                 | Filsynkronisering    | filsynkroniseringsprotokol. Kan anvendes i Unix                           |
| 989                        | TCP/UDP                     | FTPS data             | Filoverførsel        | FTP over TLS/SSL Krypteret (sikker) ftp-secure, men firewall inkompatibel |
| 990                        | TCP/UDP                     | FTPS kontrol          | Filoverførsel        | FTP over TLS/SSL Krypteret (sikker) ftp-secure, men firewall inkompatibel |
| 991                        | TCP/UDP                     |                       |                      | NAS, (Netnyheds Administrations System)                                   |
| 992                        | TCP/UDP                     | TELNETS               |                      | TELNET over TLS/SSL                                                       |
| 993                        | TCP                         | IMAPS                 | E-mail               | IMAP over TLS/SSL Krypteret (sikker) e-mail hentning                      |
| 995                        | TCP                         | POP3S                 | E-mail               | POP3 over TLS/SSL Krypteret (sikker) e-mail hentning                      |
| 3389                       | TCP                         | RDT                   | Fjernskrivebord      | Microsoft fjernskrivebord                                                 |
| 5900                       | TCP/UDP                     | VNC                   | Fjernstyring         | Fjernstyring gennem f.eks. RealVNC eller TightVNC                         |